# Airdrie (Schotland)
Airdrie is een plaats in het Schotse bestuurlijke gebied North Lanarkshire en telt 36.390 inwoners. 
Het ligt op een plateau op ongeveer 130 m boven zeeniveau, op ongeveer 19 km van Glasgow. Samen met de buurplaats Coatbridge vormt het een gebied dat bekendstaat onder de naam Monklands, dat ongeveer 90.000 inwoners heeft.

## Sport
- Airdrieonians FC, voormalige voetbalclub
- Airdrieonians FC, huidige voetbalclub

## Transport
In Airdrie ligt een driehoek van drie hoofdwegen: de A73 en de A89 kruisen elkaar en de A8010 vormt een extra verbinding tussen deze twee die de driehoek complementeert. De A73 vormt richting het noorden de verbinding met Cumbernauld en richting het zuiden met de M8, Chapelhall en Newmains. De A89 verbindt naar het westen de plaats met Coatbridge en de M8 en naar het oosten met Caldercruix, Armadale en Bathgate.
Het station Airdrie ligt aan de North Clyde Line, evenals twee andere stations (Coatdyke en Drumgelloch) in de buitenwijken.

## Geboren
- Ian Bannen (1928-1999), acteur
- Leo Cushley (1961), aartsbisschop van Saint Andrews en Edinburgh
- Barry Bannan (1989), voetballer
- Alistair Roy (1997), voetballer

## Overleden
- Fernando Ricksen (1976-2019), voetballer
- Andy Goram (1964-2022),voetbaldoelman

## Partnersteden
- Arnhem
- Füssen